# Daniel Fry
Daniel William Fry (Verdon Township, Minnesota, 19 tháng 7, 1908 – Alamogordo, New Mexico, 20 tháng 12, 1992) là một người Mỹ tuyên bố ông có nhiều mối liên hệ với một chủng tộc ngoài hành tinh và tham gia vào chuyến hành trình trên tàu vũ trụ ngoài hành tinh điều khiển từ xa vào ngày 4 tháng 7 năm 1949.

## Đời tư
Daniel William Fry sinh ngày 19 tháng 7 năm 1908 gần một bến đỗ tàu hơi nước trên sông Mississippi có tên là Verdon Township ở phần phía bắc của quận Aitkin, Minnesota với cha là Fred Nelson Fry và mẹ là Clara Jane Baehr. Clara qua đời vào năm 1916 và bỏ lại Daniel cùng chị gái Florence, để rồi được bà nội nuôi nấng trong khi Fred tìm kiếm chỗ làm thợ mộc và lao công. Fred mất hai năm sau đó vào năm 1918 trong trận Đại dịch cúm kinh hoàng và Daniel thành trẻ mồ côi lúc mới mười tuổi. Ông và chị gái được nuôi dưỡng dưới sự giám hộ của bà ngoại mình và dọn sang chỗ bà ở South Pasadena, California vào năm 1920. Daniel nhập học trường tiểu học El Centro hiện giờ không còn nữa và vào học trung học ở thung lũng Antelope.
Cha mẹ của ông trên thực tế chẳng để lại bất cứ bất động sản nào và ở tuổi mười tám, ông thấy mình hoàn toàn phụ thuộc vào nội lực của bản thân. Ông đã hoàn thành bậc trung học nhưng vì sự gia tăng thất nghiệp trước cơn Đại suy thoái trong thập niên 1930 đã khiến ông phải từ bỏ kế hoạch vào đại học. Tuy vậy, ông đã tìm thấy những công việc mà ông có thể vừa làm vừa học vào buổi tối. Ông say mê tìm tòi và học hỏi các môn học tại đại học bằng cách sử dụng tài liệu từ Thư viện Công cộng Pasadena. Ông trở nên hứng thú đến môn hóa học và sau cùng chuyên về việc sử dụng thuốc nổ rốt cuộc đã mở ra một lĩnh vực mới của ngành tên lửa học.
Ông cưới người vợ đầu tiên Elma vào năm 1934 và có ba người con. Ông đã ly dị Elma vào năm 1964 khi đang sống tại Merlin, Oregon và dọn về ở chung với Bertha (còn gọi là Tahahlita) cho đến khi chuyển đến Tonopah, Arizona vào giữa thập niên 1970. Tại đây, ông kết hôn với Florence, và trước khi bà qua đời vì bệnh ung thư vú vào năm 1980, họ đã về hưu ở Alamogordo, New Mexico. Về sau Fry lấy Cleona, dân địa phương Alamogordo vào năm 1982 và sống với nhau được ít lâu thì ông qua đời vào ngày 20 tháng 12 năm 1992.

## Nghề nghiệp

Tập sách nhỏ Crescent Marketing Pamphlet (1950)

Suốt phần đời nghề nghiệp của mình, ông luôn đóng vai trò như là "chuyên gia thuốc súng" hoặc người giám sát chất nổ trong những năm 1930 và 1940 qua những dự án như Đập Salinas ở gần San Luis Obispo, California, cho tập đoàn Basic Magnesium Corporation và đường Cao tốc Xuyên châu Mỹ tại Honduras. Từ năm 1949 đến năm 1954, Daniel vào làm cho hãng Aerojet đảm nhiệm việc thiết kế, xây dựng và lắp đặt máy biến năng để điều khiển, phản hồi và đo lường tên lửa trong khi bay và kiểm tra tĩnh. Từ năm 1954 trở đi, Fry đã giúp gầy dựng  Công ty Nghiên cứu và Kỹ thuật Crescent thành một công ty hàng triệu đô la cùng với người sáng lập, Edmund Vail Sawyer, cuối cùng trở thành Phó Chủ tịch Nghiên cứu và là một cổ đông. Crescent chuyên làm các bộ phận liên quan đến tên lửa bao gồm cả máy biến năng, và đã làm lại ống phun tên lửa JATO trong chiến tranh.
Vào đầu những năm 1960, Fry đã bán cổ phần của mình tại Crescent và chuyển đến Merlin, Oregon điều hành Công ty Phát triển Merlin cho đến khi dọn sang Tonopah, Arizona vào thập niên 1970. Tại đây, ông chăm sóc Enid Smith cho đến khi bà qua đời và quản lý tài sản của bà bao gồm bất động sản mà bà đã quyên góp cho Understanding, Inc. Ngay trước khi Understanding ngừng hoạt động vào năm 1979, Daniel đã về hưu ở Alamogordo, New Mexico nhưng một vài năm sau đó lại bắt đầu phát hành bản tin Understanding, bây giờ giảm đến một trang 8" x 14" duy nhất, mà ông vẫn tiếp tục làm cho đến năm 1989.

## Sự kiện White Sands
Từ nơi làm việc là Bãi thử Tên lửa White Sands ở New Mexico, Fry đã lên kế hoạch gia nhập lễ hội buổi tối vào ngày 4 tháng 7 năm 1949 ở Las Cruces gần đó nhưng bỏ lỡ chuyến xe buýt cuối cùng. Trên đường đi tìm nhà tạm trú Bachelor Officers Quarters (BOQ) do nơi ở lại quá nóng, ông quyết định khám phá một con đường trong sa mạc mà mình chưa bao giờ xuống đây. Ngay tại chỗ này, Fry xác nhận một vật thể "hình tựa cầu dẹt" có đường kính 30-foot (10 m), cao 16 foot (5 m) đã hạ cánh trước mặt ông, và ông đã nói chuyện từ xa với phi công lái tàu từ một "tàu mẹ" nằm cách Trái Đất 900 dặm (1400 km). Fry cho biết mình được mời lên tàu và bay qua thành phố New York và trở lại sau 30 phút. Trong suốt chuyến bay và các cuộc gặp tiếp theo, Fry khẳng định rằng ông đã nói chuyện với viên phi công tên là Alan, (phát âm "a-lawn") người đã cung cấp thông tin về vật lý, Trái Đất thời tiền sử bao gồm Atlantis và Lemuria và nền tảng của văn minh nhân loại.

## Sự thật hay hư cấu
Ngay sau khi Fry công khai kể lại câu chuyện của mình vào năm 1954, ông đã thất bại trong việc kiểm tra phát hiện nói dối đáng ngờ về những tuyên bố của mình. Fry cũng chụp ảnh và phim 16 mm của UFO, nhưng sau đó qua phân tích cảnh quay gốc đã cung cấp bằng chứng cho thấy UFO đó là giả. Về sau này, Fry còn nhận bằng tiến sĩ, tuy nhiên "bằng cấp" là từ trang phục đặt hàng qua thư ở London, Anh gọi là trường Saint Andrew College và một bằng "Tiến sĩ về chủ nghĩa Vũ trụ". Nhiều năm sau, Fry cũng thay đổi ngày tháng diễn ra sự kiện từ ngày 4 tháng 7 năm 1950 đến ngày 4 tháng 7 năm 1949.

## Understanding Inc.

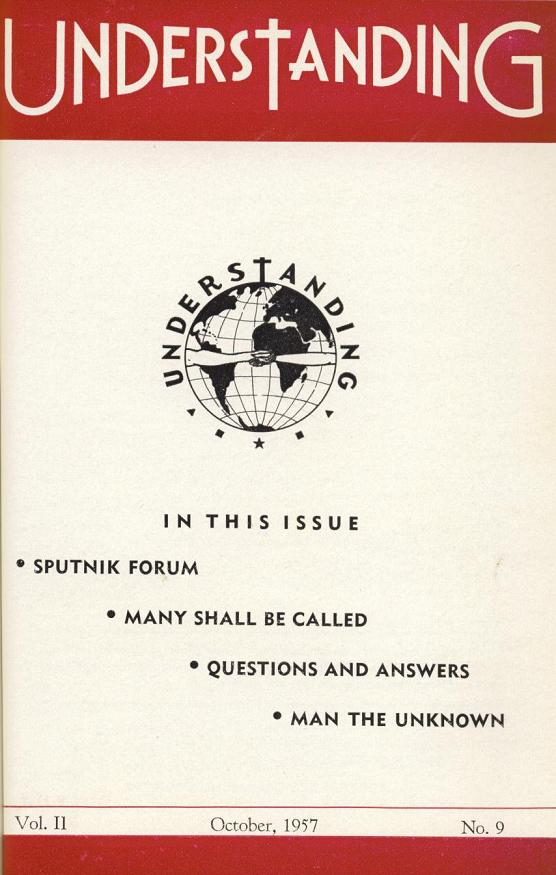
Bản tin Understanding Tập II Số 9, Tháng 10 năm 1957

Năm 1954, Fry cho xuất bản cuốn sách đầu tiên với nhan đề The White Sands Incident và một năm sau đó bắt đầu gầy dựng một tổ chức có tên là Understanding đã xuất bản một bản tin hàng tháng cùng tên gọi. Understanding cuối cùng được kết hợp thành một công ty phi lợi nhuận, được mô tả trong một cuốn sách nhỏ năm 1959 là "Từ lúc khởi đầu gồm chín thành viên tại El Monte, California vào năm 1955, Understanding Inc., has đã phát triển thành một tổ chức quốc tế gồm hơn sáu mươi đơn vị và nhiều thành viên có mặt trên khắp thế giới. Các đơn vị và thành viên này đã tài trợ hàng trăm bài diễn thuyết và hội họp, lưu hành hàng nghìn cuốn sách và tạp chí để tiếp cận nhiều người theo tinh thần 'mang lại một mức độ hiểu biết lớn hơn trong số tất cả các dân tộc trên Trái Đất và chuẩn bị cho các cuộc gặp mặt không thể tránh khỏi cuối cùng của họ với các chủng tộc vũ trụ khác."
Sử dụng ý tưởng của Alan làm nền tảng, Understanding Inc. đã tuyền bá các ý tưởng xã hội và tinh thần thay thế bằng các bài phát biểu, hội họp và trong bản tin. Bản tin được xuất bản lần đầu vào năm 1956, thường dài khoảng 20 trang, được xuất bản hàng tháng và đăng tải trên hơn 240 số cho đến tháng 10 năm 1979.
Understanding Inc. đạt đến đỉnh điểm vào đầu những năm sáu mươi với khoảng 1.500 thành viên trả phí và 60 hoặc hơn các "Đơn vị" ở Mỹ. Giữa những năm tháng suy sụp vào năm 1974, Understanding đã được Enid Smith quyên tặng 55 mẫu (220,000 m²) đất bao gồm tám tòa nhà gần Tonopah, Arizona. Các Công trình này, đầu tiên được dự định biến thành một trường tôn giáo, có hình dạng trùng hợp là tròn trịa và hình đĩa. Understanding Inc. đã bán hết tài sản này vào năm 1976 vì tài chính eo hẹp của Daniel trong thời gian nghỉ hưu của mình và sự sụt giảm số lượng thành viên Understanding, tài sản rơi vào hư hỏng. Vào cuối tháng 9 và đầu tháng 10 năm 1978, nhà bếp và thư viện đã bị đốt cháy bởi một kẻ phá hoại và không bao giờ được xây dựng lại nữa.
Understanding Inc. vốn được vài người coi là một giáo phái, nhưng Daniel khẳng định rằng nó không như sự mô tả trong một bài viết năm 1969 của tờ Daily Courier: "Nhóm này không phải là huyền bí, ông nói, và không phải là một tổ chức theo dõi đĩa bay dù một số thành viên giữ niềm tin và lợi ích nhất định trong cả hai lĩnh vực. Understanding Inc. là một công ty được miễn thuế, phi lợi nhuận, hoạt động trên nguyên tắc không có gì mà các thành viên buộc phải tin tưởng hoặc chấp nhận hoặc làm, Tiến sĩ Fry nói." Suốt đầu những năm 1970, Giáo sư Robert S. Ellwood của trường Đại học Nam California đã nghiên cứu nhiều nhóm tâm linh và tôn giáo mới lạ và độc đáo tại Hoa Kỳ. Trong cuộc nghiên cứu của mình, ông đã tham dự một cuộc họp được tổ chức tại Inglewood, California bởi các thành viên của Understanding, Inc. và lưu ý rằng, "Không có thực hành tôn giáo cụ thể nào được kết nối với cuộc họp, mặc dù thú vị là Cầu nguyện Thời đại mới bắt nguồn từ những tác phẩm của Alice Bailey được sử dụng như một lời khấn vái."
Từ năm 1954 trở đi, với ít tiền hoàn lại, Fry đã diễn thuyết hàng ngàn bài giảng cho các tổ chức như câu lạc bộ dịch vụ, đài phát thanh và truyền hình. Ông cũng xuất bản các sách khác như Atoms, Galaxies and Understanding, To Men of Earth, Steps to the Stars, Curve of Development, Can God Fill Teeth? và Verse and Worse. Ông, cùng với những người tiếp xúc UFO khác đến tham dự Hội nghị Vũ trụ hàng năm tại Giant Rock ở Thung lũng Yucca, California trong hai mươi năm tới, do một người bạn và người liên lạc UFO George Van Tassel tổ chức.

## Dấu ấn cuộc đời
Dấu ấn đầu tiên là vào cuối năm 1919 khi Emily, bà của Fry là người giám hộ duy nhất của ông, đã quyết định chuyển đến South Pasadena, California để ở gần chú của Fry là Walter. Fry sống quanh quẩn khu vực South Pasadena trong 35 năm tới và ở tầng trệt diễn ra đợt nghiên cứu tên lửa đầu tiên mà Pasadena đã tổ chức vào những năm 1940 và 1950.
Dấu ấn tiếp theo là vào năm 1949. Sau chiến tranh, khi có sự sa thải lớn, Fry đã chuyển đến Oregon để tìm cách kiếm sống, và vì nghề nghiệp của Fry với Edmund Sawyer ở Crescent và những công việc liên quan đến tên lửa khác, ông xin vào hãng Aerojet làm nhân viên lắp ráp thiết bị đo kiểm để thử nghiệm tên lửa ở bãi phóng thử nghiệm tại White Sands, New Mexico. Đó là năm mà ông đã kể lại "sự kiện" gặp mặt Alan làm thay đổi quỹ đạo của đời mình.
Hầu hết các sự kiện sau năm 1919 và 1949 là kết quả của những thay đổi đã xảy ra trong những năm đó. Sau năm 1919, Fry biến kiến thức làm việc của ông về chất nổ thành công việc liên quan đến tên lửa được phát triển, một phần nhờ ông sớm gia nhập hãng Crescent, vào làm công việc với thiết bị phóng tên lửa.
Sau năm 1949, do mối liên hệ với Alan, ông trở thành thành viên sáng lập phong trào tiếp xúc UFO, đã thành lập Understanding, xuất bản 240 số của bản tin Understanding, viết nhiều sách và diễn thuyết, phỏng vấn và trò chuyện hàng ngàn lần. Fry trở thành ứng cử viên tổng thống năm 1972 của Đảng Vũ trụ cùng với ứng cử viên tổng thống và người bạn đồng liêu tiếp xúc UFO Gabriel Green.
Dấu ấn cuối cùng là vào năm 1978. Trong mùa Giáng Sinh năm đó, Fry sẽ lưu ý với sự thất vọng về số lượng thành viên sụt giảm và chứng kiến thư viện và nhà bếp tại địa điểm Tonopah bị đốt cháy bởi một kẻ phá hoại. Một thời gian ngắn trước cơn hỏa hoạn, Daniel đã chuyển giao tổ chức Understanding cho đôi vợ chồng Sellman và dọn sang ở tại Alamogordo, New Mexico với người vợ thứ hai tên Florence. Chưa đầy một năm sau, Sellmans bỏ cuộc, cùng với một số thành viên hội đồng quản trị lâu năm khác như Tahahlita, vì Daniel đã từ chối việc giải quyết vụ kiện trên trang web Tonopah liên quan đến bản di chúc gây tranh cãi của Enid Smith. Trong lúc tổ chức Understanding tan đàn xẻ nghé, việc xuất bản các bản tin ngừng lại vào năm 1979 lần đầu tiên trong suốt hơn 20 năm. Một năm sau, Florence mất vì ung thư vú.